# Sulamita oreias
Sulamita oreias är en insektsart som beskrevs av George Willis Kirkaldy 1908. Sulamita oreias ingår i släktet Sulamita och familjen ängsskinnbaggar. Inga underarter finns listade i Catalogue of Life.